# Real (Rubiana)
Real (llamada oficialmente O Real) es un lugar situado en la parroquia de Porto, del municipio español de Rubiana, en la provincia de Orense, Galicia.

## Demografía
| Gráfica de evolución demográfica de Real entre 2000 y 2023 |
|                                                            |
| Datos según el nomenclátor publicado por el INE.           |